# Coleen Seng
Coleen Seng (* 8. Februar 1936 in Council Bluffs, Iowa) ist eine US-amerikanische Politikerin (Demokratische Partei). Sie war zwischen 2003 und 2007 die 50. Bürgermeisterin der Stadt Lincoln in Nebraska.

## Leben
Seng wuchs in Fremont (Nebraska) auf. 1954 schloss sie die High School ab und studierte fortan an der Nebraska Wesleyan University in Lincoln. 1958 beendete sie ihr Studium mit dem Bachelor of Arts in Politikwissenschaft und Soziologie.
Ihr Ehemann Darrel starb 1993. Mit ihm hatte sie drei Kinder.

## Politische Karriere
Seng setzte sich bei der Bürgermeisterwahl 2003 gegen das republikanische Stadtratsmitglied Glenn Friendt durch. Zuvor war sie 16 Jahre Mitglied im Stadtrat. Sie löste Don Wesely ab. Im Jahr 2006 verzichtete Coleen Seng auf eine mögliche Wiederwahl. Ihre Nachfolge trat mit Staatssenator Chris Beutler erneut ein Demokrat an.
Sie wurde 2004 bekannt, als sie von Vizepräsident Dick Cheney eine Aufwandsentschädigung wegen erhöhter Sicherheitsleistungen in Höhe von 32.000 Dollar verlangte. Dieser hatte eine Spendenaktion für den seinerzeitigen republikanischen Kandidaten und späteren Kongressabgeordneten Jeff Fortenberry durchgeführt.